# Mohsen Makhmalbaf
Mohsen Makhmalbaf (pers. محسن مخملباف ; ur. 29 maja 1957 w Teheranie) – irański reżyser, scenarzysta, montażysta i producent filmowy. Jeden z czołowych twórców kina irańskiej nowej fali. 
Autor ponad 30 filmów fabularnych, dokumentalnych i krótkometrażowych, prezentowanych na najważniejszych festiwalach filmowych na świecie. Jednym z jego najbardziej znanych obrazów był osadzony w Afganistanie Kandahar (2001), wyróżniony Nagrodą Jury Ekumenicznego na 54. MFF w Cannes. Później zrealizował m.in. powstały w Tadżykistanie film obyczajowy Seks i filozofia (2005).
Prywatnie mąż scenarzystki Marzieh Meshkini, ojciec reżyserek Hany i Samiry Makhmalbaf. W 2005, wkrótce po zwycięstwie wyborczym Mahmuda Ahmadineżada, opuścił Iran. Od 2009 mieszka na stałe w Paryżu.
Zasiadał w jury Nagrody im. Luigiego De Laurentiisa na 63. MFF w Wenecji (2006).